# 血腫

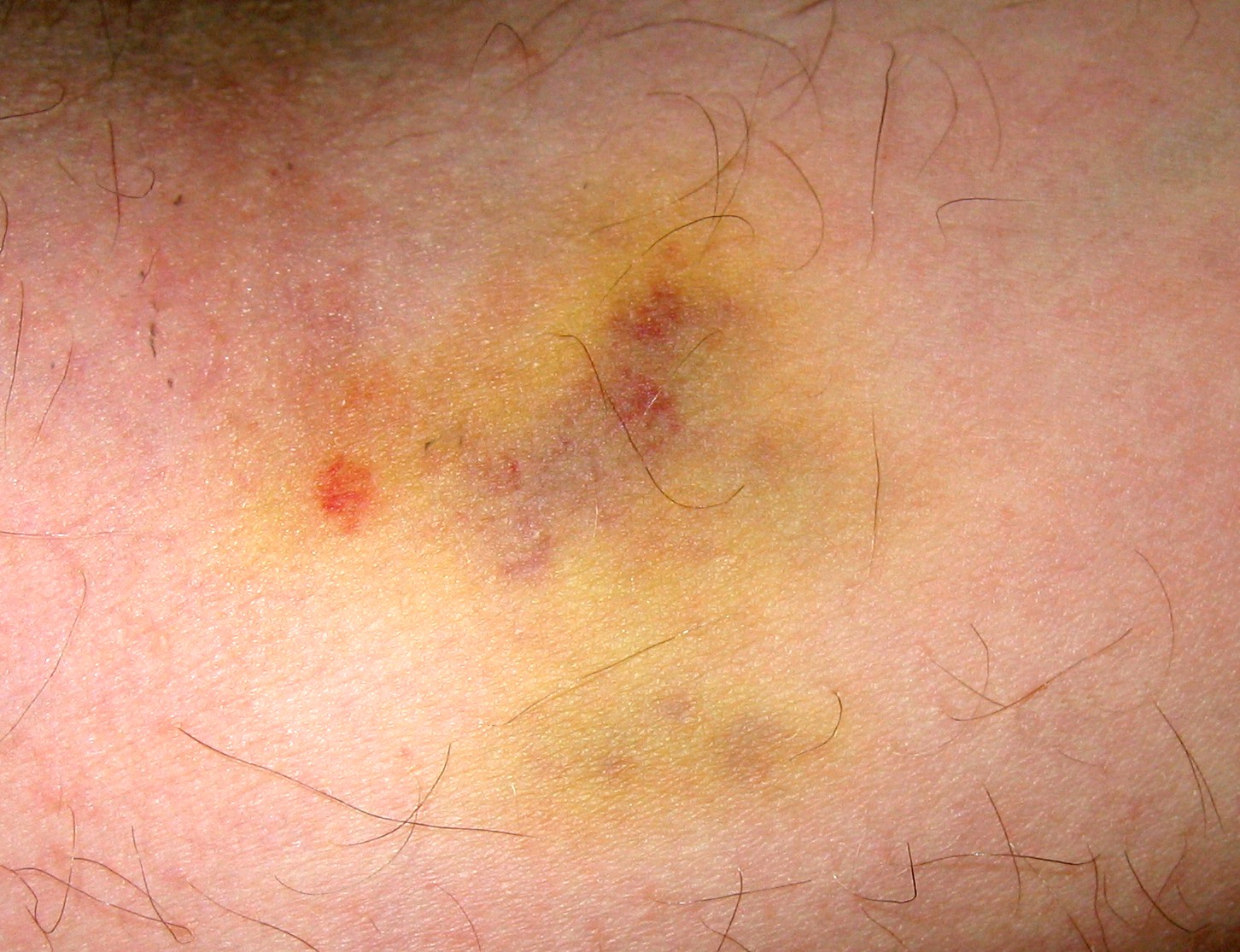
肘の血腫。採血後9日目

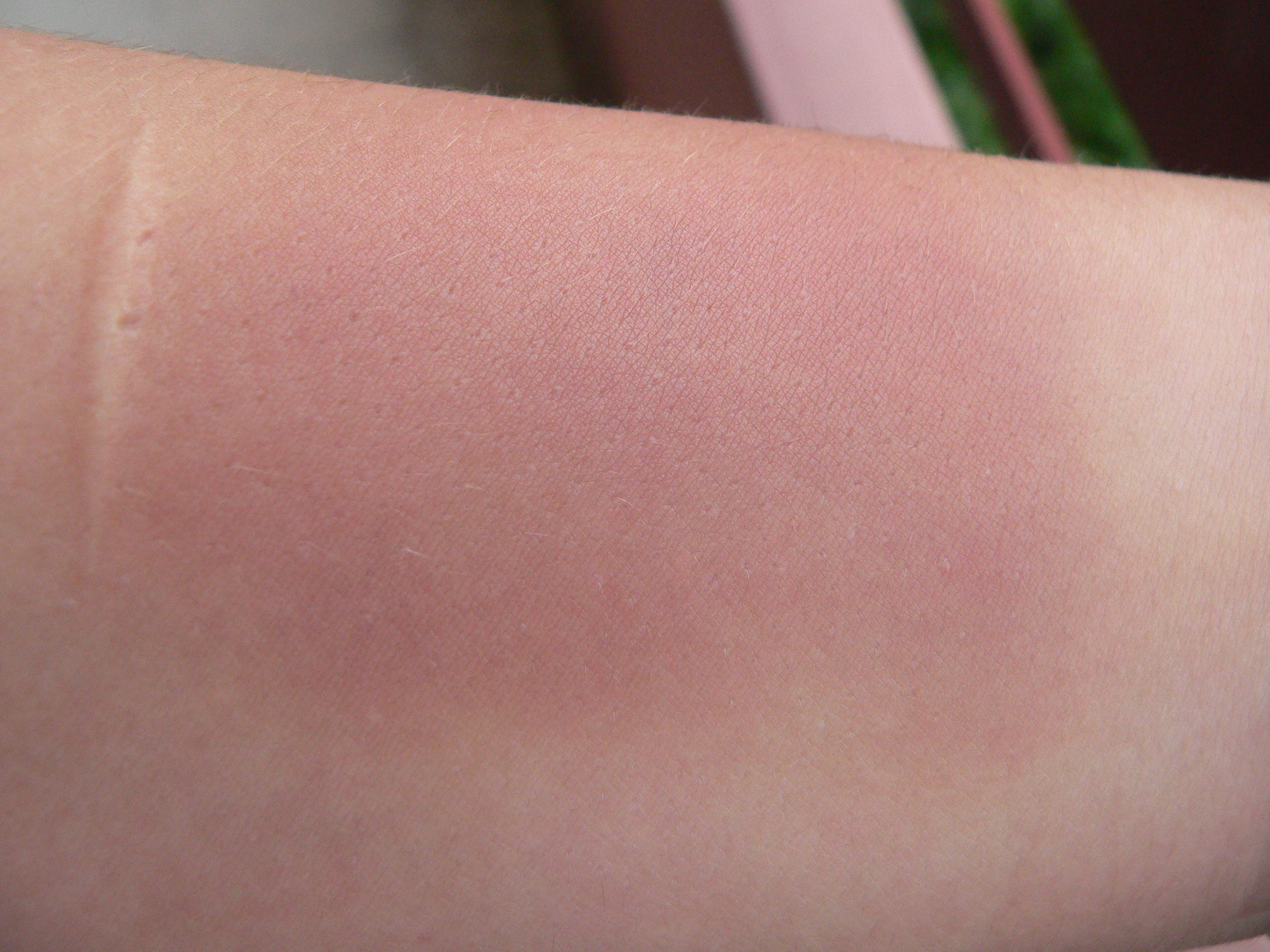
前腕の打撲後血腫

血腫（けっしゅ、英: hematoma）は、出血によって組織内に血液貯留が形成された状態。胸腔内における血液貯留を血胸と呼ぶ。